# Setge de Siracusa (Segona Guerra Púnica)
|  | Per a altres significats, vegeu «Setge de Siracusa». |

S'anomena Setge de Siracusa (214-212 aC) a un conjunt d'operacions militars de la República Romana durant la Segona Guerra Púnica per tal de rendir la ciutat de Siracusa - a la Magna Grècia - i guanyar així el control de l'est de Sicília. Durant el setge, la ciutat es va defensar àrduament amb les armes creades per Arquimedes, al servei del tirà de Siracusa Hieró II. Amb l'entrada de les legions a la ciutat, Arquimedes va ser assassinat per un soldat que no el va reconèixer, contradient així les ordres del general romà Marc Claudi Marcel de respectar la seva vida.

## Preludi
En el marc de la segona guerra púnica entre la República cartaginesa i la República Romana, diverses ciutats italianes es van aliar amb els cartaginesos, cansades del domini romà. L'any 213 aC, la ciutat-Estat de Siracusa es va veure involucrada en la guerra quan els agents cartaginesos enviats per Hanníbal van aconseguir que la ciutat s'aliés amb ells i s'alcés contra Roma. La república romana, malgrat que ja estava fent un esforç titànic per mantenir tants fronts oberts a la península Itàlica, Hispània, Gàl·lia Cisalpina, Grècia i Sardenya, conscient de les conseqüències que es derivarien de la pèrdua del control de l'estratègica illa del Mediterrani, va ordenar al general Marc Claudi Marcel que recuperés el control de la ciutat.
Al capdavant del seu exèrcit, Marcel va desembarcar a l'illa i va posar setge a la ciutat per terra i mar, però no comptava amb la ferotge resistència de Siracusa que tenia al seu servei al matemàtic Arquimedes i les sorprenents màquines de guerra que havia ideat per a organitzar la defensa de la ciutat.

## Assalt
La infanteria romana va establir un campament fortificat a la vora de Siracusa, mentre que la flota fondejava davant de la ciutat, evitant així que la flota cartaginesa o fins i tot la pròpia de Siracusa pogués maniobrar en ajut dels assetjats. Escollint punts de la muralla allunyats del centre de la ciutat, els romans van llançar un atac combinat per terra i per mar. Però Arquimedes havia disposat una sèrie de catapultes de diferent abast que castigava durament l'avanç de la flota, ja que quan els romans es pensaven que ja sortien del rang de tir d'una catapulta, Arquimedes responia activant-ne una altra de menor abast.
Les naus de la flota romana eren sorpreses aquí i allí pel llançament de grans roques que seguien unes òrbites fins llavors inimaginables, a més d'altres màquines creades pel savi que hostilitzaven qualsevol intent d'assaltar la ciutat i van causar una gran matança entre els legionaris. Davant d'això, Marcel es va veure obligat a desistir d'apropar-se a la muralla i els romans van decidir d'abandonar l'atac per a intentar sotmetre la ciutat mitjançant un bloqueig que acabés amb els recursos dels defensors.

## Setge
Resignat a no poder prendre la ciutat per l'assalt, Marcel va dividir l'exèrcit i amb un terç dels seus efectius es va dirigir a l'interior de l'illa, mentre la resta s'esforçava sense gaire èxit a tallar l'entrada de subministraments a Siracusa. Al mateix temps, els cartaginesos desembarcaven al sud de Sicília amb un contingent de 10.000 soldats sota el comandament d'Himilcó.
500 cavallers sicilians, comandats per Hipòcrates de Siracusa, van burlar el bloqueig romà en un intent d'unir-se als cartaginesos, però Marcel els va derrotar prop d'Acrae i Hipòcrates va haver de fugir. Llavors va avançar Himilcó, i Marcel es va haver de retirar cap al seu campament prop de Siracusa i en aquesta zona i a la resta de l'illa es van produir llavors diversos enfrontaments sense que cap de les dues parts es pogués imposar a l'altra.

## Presa de la muralla
Amb l'arribada de la primavera de l'any 212 aC, Himilcó va llançar una forta ofensiva per tota l'illa de Sicília i Marcel es va veure obligat a alleugerar parcialment el setge de la ciutat i destinar part de les seves tropes a hostilitzar els cartaginesos. A més a més, Marcel havia perdut en part l'esperança de prendre la ciutat i rendir-la per gana, ja que a Siracusa hi continuaven entrant fàcilment subministraments per mar. Fins i tot els intents de Marcel de crear una cinquena columna a la ciutat que li obrís les portes van fracassar i un dels seus plans va ser descobert per les autoritats de Siracusa, que van executar 80 conjurats.
Malgrat tot, durant aquest temps Marcel va seguir estudiant les muralles de la ciutat i per fi va identificar un punt on l'alçada dels murs no era tan alta com en un principi havia calculat. Quan un desertor li va fer conèixer que la ciutat celebrava durant tres dies una festa en honor de Diana, Marcel va ordenar que un contingent de 1.000 soldats assaltés la muralla en el punt indicat.
Sense ser vistos, aquests soldats van escalar els murs i van aconseguir fer-se forts. D'aquesta manera van permetre que poc després tot l'exèrcit romà ocupés les muralles i foragitessin els defensors cap a les fortaleses de la ciutat.

## Caiguda de Siracusa
Himilcó i els supervivents d'Hipòcrates van intentar anar al rescat de la ciutat, però els romans, que controlaven ara les muralles, van rebutjar tots els seus esforços. En aquell moment, a causa del temps i el caràcter pantanós del terreny on estaven situades les tropes cartagineses, va aparèixer la pesta amb una gran violència i va acabar amb la vida de molts soldats, incloent-hi els dos caps Himilcó i Hipòcrates.
Mentrestant, muralles endins, Marcel va aconseguir finalment comprar els serveis d'un mercenari hispànic anomenat Meric, que lluitava en el bàndol cartaginès. Traint els seus companys, Meric va deixar entrar les tropes romanes dins de la ciutat, que va ser sotmesa a un saqueig sistemàtic i cruel. Fins i tot Arquimedes va morir assassinat per un legionari, desobeint les ordres de Marcel.

## Conseqüències
La ciutat de Siracusa estava de nou sota la influència de Roma i, per tant, s'unia la totalitat de Sicília en una província romana, i això va impedir que fos una font de recursos i subministraments per a les tropes d'Hanníbal a Itàlia.